# André Favyn
André Favyn (‹ Favin › et ‹ Favine ›, anglicisé en Andrew Favine), né vers 1560 et mort vers 1620, est un juriste français, avocat au parlement de Paris,. Selon Jean-Marie Moeglin, il est seigneur de la Chapelle, conseiller du roi, lieutenant général des eaux et forêts et garennes de France. Il est de confession catholique et se montre, dans son œuvre, « très hostile » aux protestants. Selon Antoine-Louis Bertrand (1825-1907) et d'après Barthélemy Mercier, abbé de Saint-Léger (1734-1799), il a été reçu dans l'achiconfrérie du Saint-Sépulcre, établie dans l'église des Cordeliers de Paris et dont, au XVIIIe siècle, le privilège honorifique sera d'être autorisée à se rendre une fois par an au château de Versailles pour faire un compliment à la famille royale et lui présenter des cierges. Érudit, il est connu pour ses travaux en héraldique,. Sa description des prétendues « armes de Charlemagne », reprise par Marc-Gilbert de Varennes (en) (1591-1660), a influencé Napoléon Ier dans le choix de l'aigle impériale comme emblème,,. Dans Notre-Dame de Paris, Victor Hugo le cite — avec Étienne Pasquier (1529-1615) et tous d'eux d'après Henri Sauval (1623-1676) — au sujet de l'origine de la nef du blason de Paris,. En histoire, il est représentatif — avec Nicolas de Bordenave (c. 1530-1601), Gabriel Chappuys (c. 1546-1613) et Pierre Olhagaray — du « navarrisme ».

## Œuvres
- Histoire de la Navarre, Paris, Laurent Sonnius, 1612, 1re éd., 1 vol., IV-1 340 p., in-fo (BNF 30423376).
- Traité des premiers officiers de la couronne de France, Paris, Fleury Bourriquant, 1613, 1re éd., 1 vol., VI-315 p., in-8o (BNF 30423380).
- Le théâtre d'honneur et de chevalerie, Paris, Robert Fouet, 1620, 1re éd., 2 vol., in-4o (BNF 30423377).
- (en) The theater of honour and knighthood (trad. du français), Londres, William Jaggard, 1623, 1re éd., 2 parties en 1 vol., in-fo (BNF 30423378).

## Noter et références
1. ↑  Pollet 2023, p. 75, 85 et 123.
2. ↑  Storez-Brancourt 2009, p. 63.
3. ↑  Moeglin 2022, n. 60, p. 200.
4. ↑  Turrel 2005, p. 206 et 212.
5. ↑  Turrel 2005, p. 205, n. 24.
6. ↑  Lantenay 1884, p. 655.
7. ↑  Garrioch 2013, p. 143-144.
8. ↑  Mayaud 2019, p. 2-3.
9. ↑  Vernot 2020, p. 2.
10. ↑  Bourreau 1985, p. 171.
11. ↑  EU, s.v. aigle impériale.
12. ↑  Nouvel-Kammerer 2007, p. 54.
13. ↑  Stewart et Tilley 1914, p. 193-194.
14. ↑  TLFi, s.v. blasonner, sens A.
15. ↑  Desplat 1995, p. 146.